# S'Jacob (geslacht)
De Normandie s'Jacob of s'Jacob is de naam van een Nederlands geslacht dat bestuurders en een gouverneur-generaal van Nederlands-Indië leverde.

## Geschiedenis
De stamreeks begint met René (Renier) Jacob, geb. Châteaudun (Orléanais) omstr. 1630, werkzaam in het lakenbedrijf te Delft en in die plaats overleden in 1708. Zijn kleinzoon Josué (1693-1776) werd in 1717 poorter van Rotterdam.
In 1911 werd het opgenomen in het genealogische naslagwerk Nederland's Patriciaat; heropname daarin volgde het laatst in 1997.

## Bekende telgen
- Josué s'Jacob (1693-1717)
  -  Jacob Hendrik s'Jacob (1721-1788)
    -  Josua s'Jacob (1774-1842), officier schutterij 1794-, laatstelijk kolonel (1830, 1831), Ridder Militaire Willems-Orde; trouwt 1801 Johanna Catharina Antoinetta de Vrij (1776-1843), dochter van Anthonij Jan en Maria Martha Cornelia de Normandie
      -  Johan Catharinus de Normandie s’Jacob (1803-1875), officier inf. 1821-, laatstelijk kolonel-commandant van het West-Indisch leger in Suriname 1859-1862, adjudant i.b.d. van koning Willem III, Ridder Militaire Willems-Orde
        -  Antoinette Frederique Elisabeth Johanna de Normandie s'Jacob (1854-1923); trouwde 2e in 1889 Willem Frederik Pop (1858-1931), opperbevelhebber van land- en zeemacht 1918-1920, minister van Oorlog 1920-1921

      -  Frederik Bernard s'Jacob (1808-1839), le luitenant mariniers, Ridder Militaire Willems-Orde

    -  Mr. Frederik Bernard s'Jacob (1776-1831), lid Tweede Kamer der Staten-Generaal 1815-1819, secretaris Raad van State 1815-1829
      -  Mr. Marius Hendrik s'Jacob (1817-1907), raadsheer 1878-1890 en vicepresident 1890-1899 gerechtshof Amsterdam
      -  Jean Charles s'Jacob (1819-1901)
        -  Ir. Johan Jacob s'Jacob (1859-1917)
          -  Mr. Paul s'Jacob (1901-1973), advocaat-generaal Hoge Raad der Nederlanden 1954-1969

      -  Jeanne Josine Antoinette s'Jacob (1821-1910); trouwde in 1845 met Herman Theodor Löhnis (1813-1868), lid gemeenteraad van Rotterdam 1851-1868, lid Provinciale Staten van Zuid-Holland 1850-1868
      -  Frederik s'Jacob (1822-1901), onder andere Gouverneur-generaal van Nederlands-Indië, ridder Militaire Willems-Orde
        -  Ir. Frederik Bernard s'Jacob (1850-1935), burgemeester van Rotterdam
          -  Ir. Frederik s'Jacob (1875-1943), lid gemeenteraad 1935 en wethouder 1935-1942 van Baarn
            -  Mary s'Jacob (1903-2007), oud-lid hoofdbestuur Vereniging Tesselschade; trouwde in 1925 met mr. Everhard Korthals Altes (1898-1981), raadsheer Hoge Raad der Nederlanden 1959-1968
              -  Mr. Frederik Korthals Altes (1931-2025), onder andere minister van Justitie en voorzitter van de Eerste Kamer

            -  Judith Bethlemine Charlotte s'Jacob (1905-1998), oud-bestuurslid Unie van Vrouwelijke Vrijwilligers
            -  Frederik Bernard s'Jacob (1907-1940)
            -  Bernardine s'Jacob (1911-), gehuwd 1932 met Frans Christiaan Mijnssen (1903-?)
              -  prof. mr. Frans Hendrik Jacobus Mijnssen (geb. 1933), hoogleraar aan de Erasmus Universiteit Rotterdam en raadsheer in de Hoge Raad der Nederlanden

            -  Carina s'Jacob, lid Raad voor de Kinderbescherming te Rotterdam; trouwde in 1957 met prof. mr. Rudolf Erik Japikse, hoogleraar vergelijkend zeerecht Rijksuniversiteit Leiden 1982-1994

        -  Mr. Bernard s'Jacob (1879-1914), bankier
          -  Mr. Frederik Bernard s'Jacob (1914), advocaat; trouwde in 1937 met mr. Christina Maria des Bouvrie (1910-2009), burgemeester

      -  Willem Hugo s'Jacob (1825-1905)
        -  Maria s'Jacob (1854-1928); trouwde in 1877 met prof. mr. Gerardus Antonius van Hamel (1842-1917), hoogleraar strafrecht Gemeentelijke Universiteit Amsterdam 1880-1910, lid Provinciale Staten 1892-† en lid Gedeputeerde Staten 1910-1916 van Noord-Holland, lid Tweede Kamer der Staten-Generaal 1909-†
        -  Charlotte s'Jacob (1856-1919); trouwde in 1877 met mr. Bernard Cornelis Johannes Loder (1849-1935), raadsheer Hoge Raad der Nederlanden 1908-1921, rechter 1921-1930, eerste president 1922-1925 Permanent Hof van Internationale Justitie
        -  Theodora Jacoba s'Jacob (1861-1941); trouwde in 1888 met dr. George Hermann Hintzen (1851-1932), lid Tweede Kamer der Staten-Generaal 1888-1891, lid gemeenteraad 1898-1912 en wethouder 1898-1912 van Rotterdam
        -  Frederik Bernard s'Jacob (1872-1941), koopman en handelsattaché

      -  Eduard Herman s'Jacob (1827-1912), onder andere Commissaris des Konings in Utrecht 1882-1888
        -  Adrienne Jacqueline s' Jacob (1857-1920), kunstschilderes
        -  Herman Theodoor s'Jacob (1869-1950), onder andere Commissaris der Koningin in Utrecht 1924-1934
          -  prof. mr. Eduard Herman s'Jacob (1905-1987), hoogleraar Nederlands staatsrecht Rijksuniversiteit Groningen 1951-1975, lid gemeenteraad van Groningen 1954-1966, lid Prov. Staten van Groningen 1954-1966; trouwt 1974 prof. dr. Cornelia Elisabeth Visser (1908-1987), hoogleraar oude geschiedenis Rijksuniversiteit Groningen 1947-1976
          -  Hendrik Laurentius s'Jacob (1906-1967), minister

  -  Samuel s'Jacob (1725-1806), schepen in het Hof en de Hoge Vierschaar van Schieland 1751-

Geslachten die opgenomen zijn in het sinds 1910 verschijnende genealogische naslagwerk Nederland's Patriciaat. Lijst volgens opgave van het CBG Centrum voor familiegeschiedenis.
A · B · C · D · E · F · G · H · I · J · K · L · M · N · O · P · Q · R · S · T · U · V · W · Y · Z